# 花咲団地
花咲団地（はなさきだんち）は、神奈川県横浜市西区に立地する日本住宅公団の造成した公団住宅である。

## 概要
みなとみらい地区を望むことのできる高台の斜面に造成されている。
公団住宅の初期に見られる、賃貸と分譲の2種類が入り混じった団地であるが、両者に環境や住棟などの差はない。住棟設計は当時の公団の標準的な設計とは異なり、独特の設計となっており、住棟の1階部分はすべてピロティ構造になっていて、端から端の住棟への移動に迂回を必要としない。また、斜面に立地するという立地条件から、全ての住棟は階段状の形状の設計になっている。

## 基本データ（建て替え前）
- 竣工 - 1958年（昭和33年）
- 構成 - 4棟から構成、全88戸
- 所在 - 神奈川県横浜市西区花咲町

## 住棟構成（建て替え前）
- 中層フラット棟 - 4棟（4階建て、北廊下型、3LDKのみ）
  - 賃貸住宅 - 37戸
  - 分譲住宅 - 51戸

## 交通
- 桜木町駅（東日本旅客鉄道・横浜市営地下鉄）より徒歩8分。